# الربيع بن أنس
الربيع بن أنس البكري تابعي من أهل البصرة، ومفسّر، ومُحدَّث، أحاديثه في السنن الأربعة، توفي سنة 139 هـ.

## سيرته
الربيع بن أنس البكري الحنفي البصري ثم الخراساني، من قبيلة بكر بن وائل، وكان من أهل البصرة، وقد لقي عبد الله بن عمر بن الخطاب، وجابر بن عبد الله، هرب من الحجاج بن يوسف الثقفي فأتى مرو فسكن قرية منها يقال لها «برز»، ثم تحول إلى قرية أخرى منها يقال لها «سذور»، وكان عالم مرو في زمانه، وقد روى الليث عن عبيد الله بن زحر عنه.
لمًا قامت الدعوة العباسية في خراسان الكبرى، طلبوه حبسه أيضًا، فسجنه أبو مسلم الخراساني في مرو ثلاثين سنة، واستطاع عبد الله بن المبارك أن يذهب إلى مكان سجنه ليسمع منه الحديث النبوي، فسمع منه أربعين حديثًا، ومات الربيع في السجن في خلافة أبي جعفر المنصور سنة 139 هـ وقيل 140 هـ.
قَال أبو جعفر الرازي، عَن الربيع بْن أنس: «اختلفت إلى الْحَسَن عشر سنين أو ما شاء الله من ذلك، فليس من يوم إلا أسمع منه ما لم أسمع قبل ذلك.»

## روايته للحديث النبوي
- روى عن: أنس بن مالك، والحسن البصري، وأبي العالية الرياحي، وجديه وهما زياد وزيد، وصفوان بن محرز، وأم سلمة زوج النَّبِي ولم يدركها.
- روى عنه: الحسين بن واقد، وسفيان الثوري، وسليمان بن عامر البرزي، وسليمان التيمِي، وسليمان الأعمش، وعبد الله بن المبارك، وعبد العزيز بْن مسلم القسملي، وعُبَيد الله بْن زحر الإفْرِيقيّ، وعيسى بْن عُبَيد الكندي، وعيسى بْن يزيد المروزي الأزرق، وليث بْن أَبي سليم، والمغيرة بن مسلم السراج القسملي، ومقاتل بن حيان، ونصر بن باب، ونهشل بْن سَعِيد، ويعقوب بْن القعقاع الأزدي، وأبو جعفر الرازي.[3]
- الجرح والتعديل: ذكره ابن حبان في كتاب الثقات، وقال:«الناس يتقون من حديثه ما كان من رواية أبي جعفر عنه لأن في أحاديثه عنه اضطرابًا كثيرًا»، وقال العجلي: «بصري صدوق»، وقال النسائي: «لا بأس به»، وقال أبو حاتم الرازي: «صدوق وهو أحب إلي في أبي العالية من أبي خلدة»، وقال يحيى بن معين: «كان يتشيع فيفرط».[4] أحاديثه في السنن الأربعة.[3]